# 모리 나츠키
모리 나츠키(일본어: 森夏姫, 1979년 8월 10일 ~ )는 일본의 성우이다.

## 출연 작품

### TV 애니메이션
2007년
- 뱀부 블레이드(니시야마 카렌)
- 강철신 지그(사오토메 대원)